# Patientnämnd
Patientnämnden är en opartisk instans, som ska finnas inom varje landsting och kommun, och som har till uppgift att stödja och hjälpa patienter inom hälso- och sjukvården, tandvården samt personer inom särskilt boende som servicehus och ålderdomshem.
Nämnden ska utifrån synpunkter och klagomål hjälpa enskilda patienter samt bidra till kvalitetsutveckling och hög patientsäkerhet inom hälso- och sjukvården genom att
- hjälpa patienter att få den information de behöver för att kunna ta tillvara sina intressen
- främja kontakter mellan patienter och vårdpersonal
- hjälpa patienter att vända sig till rätt myndighet
- rapportera iakttagelser och avvikelser av betydelse för patienten till vårdgivare och vårdenheter
- på begäran utse stödpersoner till den, som vårdas enligt lag om psykiatrisk tvångsvård, lag om rättspsykiatrisk vård eller enligt smittskyddslagen

Patientnämnden har inte några disciplinära befogenheter (vilket Inspektionen för vård och omsorg, IVO, har) utan utreder, föreslår lösningar och kontakter.